# Dani Barrio
Daniel Barrio Álvarez, detto Dani (Gijón, 10 febbraio 1987), è un ex calciatore spagnolo, di ruolo portiere.